# Biologische Beständigkeit
Der Begriff biologische Beständigkeit bezeichnet, inwieweit polymere Werkstoffe durch biologische Mikroorganismen wie Bakterien, Algen oder Pilze abgebaut werden können.
Mikroorganismen können sich anlagern und vermehren. Kunststoffe können jedoch von den Mikroorganismen nicht nur als Nahrungsquelle herangezogen werden. Ebenso können Materialien und Oberflächen durch Stoffwechselprodukte der Mikroorganismen verändert werden (z. B.: Verfärbungen). Dies wirkt sich zum einen auf die Lebensdauer der Materialien aus, zum anderen können dadurch unkontrolliert Mikroorganismen in kritische Bereiche gelangen.
Vor allem in der Pharmaindustrie, Lebensmittelindustrie oder Medizintechnik stellt dieses Mikroorganismen-Wachstum eine Gefahrenquelle für das Endprodukt dar. Hier ist die Verstoffwechselbarkeit von Kunststoffen ein qualitätsbestimmender Faktor und kann nach DIN EN ISO 846 geprüft werden.